# NGC 3464
 NGC 3464  هي مجرة حلزونية ضلعية تقع في كوكبة الشجاع (كوكبة)، اكتشفت في 14 يناير 1886 من قبل أورموند ستون.

## مستعر أعظم
لوحظ مستعر أعظم في عام 2002 في 21 يناير من نوع Ic ، وتم اكتشاف مستعر أعظم من النوع Ib في 12 نوفمبر 2002. لوحظ مستعر أعظم من النوع الأول في فبراير 2015.

## وصلات خارجية
- NGC 3464 على موقع ويكي سكاي: DSS2, SDSS, GALEX, IRAS, Hydrogen α, X-Ray, Astrophoto, Sky Map, Articles and images